# Ich, Du und der Andere
Ich, Du und der Andere (Originaltitel: You, Me and Dupree) ist eine Filmkomödie aus dem Jahr 2006 mit Owen Wilson, Kate Hudson und Matt Dillon in den Hauptrollen. Regie führten Anthony Russo und Joe Russo.

## Handlung
Molly und Carl sind ein glückliches Pärchen, das sich auf Hawaii auf seine Hochzeit vorbereitet, die von Mollys Vater organisiert wird. Eine Ansprache auf das junge Brautpaar würzt er mit verschiedenen Angriffen auf seinen zukünftigen Schwiegersohn, der zudem in seiner Firma arbeitet. Anwesend ist auch Carls bester Freund Dupree, den er bereits seit 25 Jahren kennt, was diesen aber nicht daran hindert, herzhaft über die Angriffe auf Carl zu lachen. Am Abend vor der Hochzeit findet in einer Bar eine Vorfeier statt, auf der Duprees lässiger Lebensstil mit viel Alkohol erkennbar wird. Carl widmet sich derweil ganz seiner zukünftigen Ehefrau. Am Abend setzt sich Carl mit Dupree am Strand zusammen, Carl schenkt Dupree einen Flachmann. Dupree entschuldigt sich dafür, dass er bei der Ansprache von Mollys Vater gelacht hat. Dupree sagt zu Carl, dass er etwas ganz Besonderes sei und er ihn immer um seine „Carlheit“ bewundert hat. Am nächsten Tag trägt er als Trauzeuge ein Abzeichen am Hemd mit einem Blitz und den beiden Buchstaben BM (für best man, englisch für Trauzeuge).
Nach der Hochzeit und den Flitterwochen zurück zu Hause ziehen Carl und Molly in ihr neues Haus und haben mit 111 Hochzeitsgeschenken genug zu tun. Carl erfährt bei Thompson Land Development, der Firma von Mollys Vater, dass er befördert wurde. Carl besucht daraufhin abends seine beiden Freunde Neil und Dupree in einer Bar.
Nachdem Neil sich angesichts der von seiner Ehefrau verhängten Sperrstunde auf den Heimweg macht, enthüllt Dupree, dass er gefeuert wurde, da er keinen Urlaub für Carls Hochzeit genommen hatte, er dadurch seine Wohnung verloren hat und, weil er nur einen Dienstwagen besaß, auch noch sein Auto. Seither schläft er auf einem Feldbett in seiner Stammbar. Weil auch noch die dortigen Stammgäste Dupree loswerden wollen, nimmt Carl seinen besten Freund mit zu sich und Molly nach Hause und die beiden nehmen ihn vorübergehend auf, bis Dupree wieder auf eigenen Füßen stehen kann. Molly gibt sich höflich, obwohl sie, ganz klar, frustriert ist, da Dupree mit all seinen Habseligkeiten aufschlägt, einschließlich eines Elchkopfes. Am nächsten Morgen finden Molly und Carl Dupree splitternackt auf ihrer Couch schlafend. Während seines Aufenthalts unternimmt Dupree so gut wie gar nichts, um wieder in Beschäftigung zu kommen, stattdessen stiftet er Unruhe und gibt sich chaotisch, indem er das Badezimmer flutet und einfach in Molly und Carls Schlafzimmer stolziert. Molly verkuppelt Dupree mit ihrer Arbeitskollegin Mandy. Dupree beißt an, trotzdem ist Molly schockiert, als sie, vom Abendessen kommend, die Haustür öffnet und die beiden im fröhlichen Beisammensein vorfindet. Zu allem Überfluss schafft es Dupree auch noch mit Kerzen das halbe Wohnzimmer abzufackeln.
Nachdem Carl Dupree wegen des Vorfalls aus dem Haus geworfen hat und dieser zu Mandy ziehen will, feiern Carl und Molly ihre wiedergewonnene Freiheit mit einem Abendessen außer Haus. Auf dem Weg zurück nach Hause finden sie Dupree mit all seinem Hab und Gut auf einer Bank kauernd, es regnet in Strömen. Molly besteht darauf, ihn wieder mit ins Haus zu nehmen. Tags darauf macht Dupree auf Wiedergutmachung, indem er das Wohnzimmer renoviert und für Carl Danksagungen für die Hochzeitsgeschenke schreibt und darüber hinaus Freundschaft mit den Kindern in der Nachbarschaft schließt.
Carl ist inzwischen durch die Beförderung sehr gestresst. Mollys Vater zwingt Carl dabei durch Profitgier zur Umsetzung von Plänen, die Carl nicht gefallen, bittet ihn, doch den Namen seiner Frau anzunehmen, damit der Name Thompson erhalten bleibt und händigt ihm sogar eine Broschüre über Sterilisation aus, nachdem Carl einen Kinderwunsch erwähnte. Durch die Arbeit eingebunden, schafft es Carl nicht, wie er es Molly versprochen hatte, sie in der Schule, in der sie Lehrerin ist, zu besuchen und vor ihren Kindern am Karriere-Informationstag über seine Arbeit zu berichten. Stattdessen bittet er Dupree, der sogar imstande ist, die Kinder zu beflügeln, was bei Molly Wohlgefallen hervorruft. Am selben Abend kocht Dupree ein üppiges Abendmahl für Molly, da sich Carl wieder einmal verspätet, sodass Molly und Dupree ohne ihn beginnen. Als Carl endlich auftaucht, packt ihn ein wenig die Eifersucht angesichts der Tatsache, dass die beiden zusammen zu Abend gegessen haben und sich mit einigen Gläsern Wein gut amüsieren.
Am Abend, nachdem Carl und Molly bereits im Bett sind, masturbiert Dupree im Wohnzimmer, als Molly herunterkommt, da sie nicht schlafen kann. Sie lässt erschrocken ihr Glas fallen, womit sie einen zürnenden Carl aufweckt. Nachdem Molly jedoch entdeckt, dass der Porno Carl gehört, der diese vor ihr versteckt hatte, ist Molly auf ihn sauer. Carl schmeißt Dupree aus dem Haus, eine Affäre vermutend, was Dupree in einen Schockzustand versetzt. Am Abend ist Mollys Vater zum Abendessen geladen. Dupree will unauffällig seine Sachen aus dem Haus holen, stürzt jedoch vom Dach und Molly holt ihn erneut ins Haus. Nachdem sich herausstellt, dass Mollys Vater sich prächtig mit Dupree versteht, springt Carl erzürnt über den Tisch und Dupree an die Gurgel. Carl verlässt daraufhin das Haus.
Am folgenden Tag veranlasst Dupree alle Kinder des Ortes, nach Carl zu suchen. Dupree findet Carl schließlich in der Bar und überzeugt ihn, Molly um Verzeihung zu bitten, da Carl realisiert hat, wie viel sie ihm eigentlich bedeutet. Dupree ist Carl dabei behilflich, in das Büro von Mollys Vater einzubrechen, indem er den Wachmann ablenkt, während Carl in das Büro seines Schwiegervaters spaziert, um ihm dann höchstpersönlich gegenüberzutreten. Dupree, der vom Wachmann gejagt wird, stürzt durch die Decke, wonach er auf dem Tisch aufschlägt. Dupree und Carl kehren in ihr Wohnhaus zurück, wo Carl und Molly sich wieder vertragen, Carl um Verzeihung bittet, und mit ihm übereinkommt, dass beide an sich arbeiten werden. Dupree verdient von nun an sein Geld als Motivationsguru, indem er die „Carlheit“-Nummer auf alle überträgt: Jeder habe eine „-heit“ in sich.

## Filmmusik
1. All 'Cause Of You – The 88
2. Back Of My Hand – Jags
3. Happiness – Pizzaman
4. He Can¹t Love You – Michael Stanley Band
5. Got To Be Some Changes Made – The Staple Singers
6. Funky Cold Medina – Tone Loc
7. Spanish Stroll – Mink DeVille
8. Spanish Moon – Little Feat
9. Os Grilos (Crickets Sing For Ana Maria) – Marcos Valle
10. Bust A Move – Young MC
11. Three Is A Magic Number – Blind Melon
12. Funky Poodle – Wild Horses

## Kritiken
„Die mit prächtig aufspielenden Darstellern besetzte Geschlechterkomödie bezieht ihren Witz aus der Demontage des bürgerlichen Alltags und verteilt amüsante Seitenhiebe gegen eine spezifisch amerikanische Ausprägung von Prüderie“

„Eine jener so genannten „Romantic Comedys“ die weder lustig noch originell daherkommen. Nervige Typen mit noch nervigeren Freunden reichen nicht aus, um eine unterhaltsame Geschichte zu bieten, zumal hier der Gagfaktor derart gering ist, dass man eher einzuschlafen droht.“

Die Deutsche Film- und Medienbewertung FBW in Wiesbaden verlieh dem Film das Prädikat wertvoll.

## Hintergrund
- Kinostart war in den USA am 14. Juli 2006, in Deutschland am 21. September 2006. Insgesamt hatte der Film 454.819 Besucher in Deutschland. Weltweit spielte der Film etwas mehr als 130 Mio. US-Dollar an den Kinokassen ein.[5]
- Der Film erschien im Verleih der Universal Studios und wurde vom Studio zunächst nur mäßig unterstützt, bis zu dem Zeitpunkt, da der Name der Titelperson in Dupree umbenannt wurde, wodurch einer umfangreichen Marketing-Kampagne Tür und Tor geöffnet wurde.
- Die MPAA bewertete den Film mit der Altersfreigabe PG-13, d. h. Eltern sollten äußerste Vorsicht walten lassen. Einige Inhalte können für Kinder unter 13 Jahren nicht geeignet sein. In Deutschland wurde der Film ohne Altersbeschränkung freigegeben.[1]

## Trivia
Die Band Steely Dan hat einen ironischen Brief an Owen Wilsons älteren Bruder Luke Wilson herausgebracht, in der sie verlautbaren, dass die Handlung des Films ihren Song "Cousin Dupree" nachahme.
Inhalt des Briefes war eine gewollt polemische Forderung an Luke Wilson, er solle seinen Bruder Owen dazu bewegen, auf einem ihrer Konzerte zu ihnen auf die Bühne zu kommen, um sich öffentlich für den Film zu entschuldigen.
Owen Wilson reagierte und gab das Statement ab, dass er noch nie etwas von einem „Mr. Steely Dan“ gehört habe, und dass sein künftiger Film den Titel Hey 19 (eine Zeile aus Steely Dans Hit "Hey Nineteen") trage.